# Дешин, Андрей Иванович
Андрей Иванович Дешин (1924—1943) — ефрейтор Рабоче-крестьянской Красной Армии, участник Великой Отечественной войны, Герой Советского Союза (1943).

## Биография
Андрей Дешин родился 26 апреля 1924 года в деревне Котово (ныне — Долгоруковский район Липецкой области) в крестьянской семье. Получил начальное образование, после чего работал в колхозе. В апреле 1942 года Дешин был призван на службу в Рабоче-крестьянскую Красную Армию. С октября того же года — на фронтах Великой Отечественной войны. Принимал участие в боях на Брянском и Центральном фронтах. К сентябрю 1943 года ефрейтор Андрей Дешин был старшим телефонистом 6-го артиллерийского полка 74-й стрелковой дивизии 13-й армии Центрального фронта. Отличился во время форсирования Десны.
В сентябре 1943 года Дешин получил приказ проложить через реку телефонный кабель. Не найдя плавсредств, он обвязал кабель вокруг своего тела и вплавь достиг западного берега, выполнив тем самым задачу. 21 сентября в районе села Колычовка Черниговского района Черниговской области Украинской ССР Дешин проложил с лодки кабель. Во время бомбардировки авиацией противника переправы Дешин погиб. Похоронен в братской могиле на кладбище в селе Колычовка.
Указом Президиума Верховного Совета СССР от 16 октября 1943 года за «мужество и героизм, проявленные при форсировании Десны и удержании плацдарма на её правом берегу» ефрейтор Андрей Дешин посмертно был удостоен высокого звания Героя Советского Союза. Также был награждён орденом Ленина и медалью.
В честь Дешина названы улицы в Чернигове, Колычовке и Долгоруково.